# Adai (peuple)
Pour les articles homonymes, voir Adai.
Adai (ou Adaizan, Adaizi, Adaise, Adahi, Adaes, Adees, Atayos) est le nom d'un peuple et d'une langue amérindiens de l'Est de la Louisiane. 

## Histoire
Les Adai sont parmi les premiers peuples d'Amérique du Nord à entrer en contact avec les Européens. En 1530, Cabeza de Vaca les appelle Atayos, terme repris plus tard par les explorateurs français. Les Espagnols établissent, en 1715, la mission Los Adaes (des Adayes), à 40 miles à l'Ouest de Natchitoches, près de Lac Macdon. 14 familles Adai déménagent en 1792 au Sud-Ouest du Texas; 100 personnes restent en Louisiane autour 1800, mais il ne reste que 30 individus en 1820.

## Langue
La langue adai est connue grâce à une liste de 275 mots établie par John Sibley autour de 1804. La langue adai est un isolat, c'est-à-dire une langue sans lien de parenté avec aucune autre. Une hypothèse a été formulée sur un lien avec les langues caddoanes par Gatschet, mais Powell trouve les ressemblances peu convaincantes et le consensus scientifique est que les langues ne sont pas apparentées. Cette langue est aujourd'hui éteinte.